# Julien Pouchois
Julien Pouchois (ur. 10 grudnia 1888 w Lyonie  – zm. 6 czerwca 1955 w Levallois-Perret) – francuski kolarz torowy, brązowy medalista mistrzostw świata.

## Kariera
Największy sukces w karierze Julien Pouchois osiągnął w 1911 roku, kiedy zdobył brązowy medal w sprincie indywidualnym zawodowców podczas mistrzostw świata w Rzymie. W zawodach tych wyprzedzili go jedynie Duńczyk Thorvald Ellegaard oraz kolejny Francuz - Léon Hourlier. Był to jedyny medal wywalczony przez Pouchoisa na międzynarodowej imprezie tej rangi. W 1920 roku zdobył srebrny medal w sprincie na torowych mistrzostwach Francji. Ponadto trzykrotnie stawał na podium Grand Prix Paryża, wygrywając w 1908 roku. Nigdy nie wystąpił na igrzyskach olimpijskich.